# 山内茂樹
山内 茂樹（やまうち しげき）は、日本の猟師、シェフ。
元音響効果技師。以前は『P.A.G.』に所属していた。

## 来歴・人物
福島県奥会津出身。ジェリー藤尾、高木ブー、仲本工事らのバックバンドやボーヤを務めるなどのバンド活動を経て文学座研究所に所属していた頃、望月勲に誘われ『妖怪人間ベム』で音響効果技師としてデビュー。当初はアルバイトとして始めたが、後に「P.A.G.（PAGプロダクションアーティストグループ）」にて、吹き替えやテレビ番組などの選曲や音響効果で約35年にわたり活躍した。
その仕事の傍ら、出身地や家族の影響で20歳から猟をしており、四谷猟友会に所属。猟後に猟友会の人が食べる料理を担当したところ好評で、「店をやったら商売になるのでは」と仲間から言われたことがきっかけとなり、音響効果の仕事を退職した現在は、丹沢山地で猟師として活動する他、ジビエ料理専門店『ジビエ猪鹿鳥』を経営している。
『ルパン三世』（TV第1シリーズ）や『宇宙戦艦ヤマト』などで使用された銃に関する効果音は、山内が所持していた本物のライフル銃と散弾銃を元に録音している。
近年の映像作品に対して、「音のミキシングバランスが悪い」「BGMが大き過ぎ、BGMに音量を合わせるとナレーションやセリフが小さく聞き取りにくい」ものが多いといい、「1KCの音のレベルだとか、担当のディレクターやミキサーは理解しているのだろうか」「ストーリーを盛り上げようとするのは分かるしスタジオのダビングの時は良いかも知れないが、家庭でのことを考えてほしい」と苦言を呈することがある。
狩猟の魅力については「撃っても撃たなくても大自然と一体になれること」を挙げている。

## 主な参加作品
※特筆なき場合、すべて選曲や音響効果での参加。

### テレビアニメ
1968年
- 妖怪人間ベム

1971年
- カバトット
- ゴルゴ13

1974年
- 小さなバイキングビッケ

### 吹き替え

#### 映画
- アーノルド・シュワルツェネッガーのゴリラ - テレビ朝日版
- 悪魔のサバイバル
- アニマル・ハウス
- イージー・ライダー
- エデンの東 - テレビ朝日版
- 眼下の敵 - テレビ朝日版
- がんばれ!ベアーズ - テレビ朝日版
- グリズリー
- 黒いチューリップ - 東京12ch版
- 刑事マディガン - テレビ朝日版
- 激突! - NETテレビ版
- 原子力潜水艦浮上せず
- ゴーストバスターズ - テレビ朝日版
- 荒野の決闘
- 荒野の用心棒 - テレビ朝日版
- コクーン
- 五福星
- サイレント・パートナー
- サイレント・ランニング
- さすらいのカウボーイ
- 殺人者たち
- ジェット・ローラー・コースター
- 地獄の戦線
- 七福星
- シベールの日曜日
- シャーキーズ・マシーン
- シャーロック・ホームズの素敵な挑戦
- ジャッキー・チェンの飛龍神拳
- ジョーズ - 日本テレビ版
- ジョーズ2 - 日本テレビ版
- ジョニーは戦場へ行った
- 白い家の少女
- 新シャーロック・ホームズ おかしな弟の大冒険
- 新Mr.Boo!鉄板焼
- ストリート・オブ・ファイヤー
- スパルタカス - フジテレビ版
- スローターハウス5
- 青年
- 戦争の犬たち
- 戦略大作戦
- 空の大怪獣Q
- ダーティハリー
- ダーティハリー3
- ダイナー
- 太陽がいっぱい - フジテレビ版
- タップス
- タワーリング・インフェルノ - フジテレビ版
- 地底探検 - フジテレビ版
- 天地創造 - 日本テレビ版
- トブルク戦線
- トム・ホーン
- ドラブル
- ドリームスケープ
- ナイトホークス - テレビ朝日版
- バージニア・ウルフなんかこわくない
- バイオレント・サタデー
- ハタリ!
- バック・トゥ・ザ・フューチャー - テレビ朝日版
- バック・トゥ・ザ・フューチャー PART2 - テレビ朝日版
- 八点鐘が鳴るとき - テレビ朝日版
- バトルクリーク・ブロー
- バニシングin60″ - 日本テレビ版
- パニック・イン・スタジアム - 日本テレビ版
- バルジ大作戦 - NET版
- ハワード・ザ・ダック/暗黒魔王の陰謀 - TBS版
- 評決
- ヒンデンブルグ - TBS版
- ファイナル・カウントダウン - フジテレビ版
- フォロー・ミー
- フラッシュ・ゴードン - テレビ朝日版
- ブルース・ブラザース - フジテレビ旧録版
- ブルー・マックス - フジテレビ版2
- ブレイクアウト
- プレデター - フジテレビ版
- プロジェクトA2 史上最大の標的
- 別離
- マシンガン・パニック
- マッドマックス
- 摩天楼ブルース
- マニアック・コップ
- マンディンゴ ※「安藤茂樹」名義でケン・ノートンの吹替も担当。
- マンハッタン無宿 - 日本テレビ版
- ミッドウェイ - 日本テレビ版
- ミッドナイト・ラン - テレビ朝日版
- メル・ブルックス/珍説世界史PARTI
- 野獣暁に死す - 東京12ch版
- ヤングガン
- ヤング・フランケンシュタイン - NET版
- 遊星からの物体X
- ラストコンサート - 日本テレビ版
- リオ・ロボ - フジテレビ版
- ワーロック - テレビ朝日版
- ワイルド・ギース
- Mr.Boo!ギャンブル大将
- 2001年宇宙の旅

#### ドラマ
- 奥さまは魔女
- 鬼警部アイアンサイド
- 刑事コジャック
- 刑事コロンボ
- 超人ハルク ※ハルクの唸り声も担当。
- ルーツ

### 映画
- 三浦雄一郎 富士山直滑降と南極直滑降の記録映画
- エベレストを滑った男
- 下落合焼とりムービー

### CD
- 声優グランプリ（3） - サウンドエフェクト

## 出演
- 食彩の王国（2017年1月14日放送分）